# 라이딩 인생
《라이딩 인생》은 2025년 3월 3일부터 2025년 3월 25일까지 방송한 ENA 월화 드라마다.

## 기획의도
딸의 '7세 고시'를 앞둔 열혈 워킹맘 정은이 엄마 지아에게 학원 라이딩을 맡기며 벌어지는 3대 모녀의 '애'태우는 대치동 라이프

## 제작진

### 제작사
- 베티앤크레이터스

### 극본
- 성윤아
- 조원동

### 연출
- 김철규

## 등장 인물

### 주요 인물
- 전혜진 : 이정은 역 - 일도 육아도 모두 만점이고 싶은 열혈 워킹맘, 갑작스럽게 딸 서윤의 라이딩을 엄마 지아에게 맡기게 되면서 예기치 않은 모녀의 갈등이 시작된다. 재만의 아내. 지아의 딸. 서윤의 어머니.
- 조민수 : 윤지아 역 - 아이들의 심리를 어루만지는 아동 미술 치료사, 딸 정은의 부탁으로 라이딩 세계에 뛰어든 초보 라이더이지만, 지아만의 방식으로 서윤을 가르치면서 대치동 엄마들 사이에서 새로운 분위기를 형성한다. 재만의 장모. 정은의 어머니. 서윤의 외할머니.
- 정진영 : 이영욱 역 - 한국대 영문과 교수, 어쩌다 대치동 성적 탑인 손주 민호의 라이딩을 맡기게 되고, 거기서 만난 지아에게 한눈에 반하고 만다. 민호의 할아버지.
- 전석호 : 홍재만 역 - 홈쇼핑 MD, 정은의 남편이자 서윤의 아버지. 철이 없고 돈 버는 재주는 더욱 없지만 인생의 1순위는 가족이다. 지아의 사위. 정은의 남편. 서윤의 아버지.
- 김사랑 : 홍서윤 역 - 재만과 정은의 딸이자 지아의 외손녀, 엄마 아빠보다 유치원 선생님, 시터 이모와 보낸 시간이 더 길지만 의젓하게 자란 7세. 엄마의 빈자리를 채워준 지아와 둘도 없는 우정을 나눈다.

### 주변 인물
- 박보경 : 송호경(본명: 송주희) 역 - 아이의 성적이 인생 성공의 척도라고 생각하는 대치동 슈퍼맘, 예비초 맘이라면 그녀의 이름을 모르는 사람이 없다.
- 김곽경희 : 장미춘 역 - 딸을 대신해 황혼 육아를 시작한 라이딩 1년차, 인생 짬으로 대치맘 사이에서 살아남는 방법을 터득한다.
- 양혜진 : 신여사 역 - 재만의 어머니이자 정은의 시어머니, 연일 문전성시인 '신여사 국밥집'을 운영하고 있다. 서윤의 친할머니. 지아의 사돈.
- 최덕문 : 김부장 역 - 정은의 사수, 아이 챙기랴 회사 일 챙기랴 늘 정신없는 정은에게 잔소리를 늘어놓지만 실은 누구보다 정은을 아끼고 믿는다.
- 연지승 : 하사나 역 - 정은의 회사 입사동기, 능력보다 빽으로 먼저 승진했지만 늘 정은에게 위기의식을 느낀다.

### 그 외 인물
- 송유현 : 제이슨 맘 역
- 고우리 : 애니 맘 역
- 박수연 : 정지숙 역
- 최윤소 : 태린 엄마 오혜원 역
- 김태훈 : 무당 역
- 권율[1] : 민호 역
- 안태린: 민태린 역
- 한채린: 유소연 역

### 기타 인물
- 미상 : 베이비 시터 역
- 미상 : 극성 엄마 역
- 미상 : 공부 압박감에 과호흡까지 온 아이 역
- 미상 : 상담사 역
- 미상 : 제이슨 역
- 미상 : 민호의 영어 과외 선생 역

## 참고 사항
- 드라마 〈남남〉 종영 이후 처음으로 Genie TV 오리지널 드라마가 티빙에서도 스트리밍된다.

## 같이 보기
- 대한민국의 텔레비전 드라마 목록 (ㄹ)
- 2025년 대한민국의 텔레비전 드라마 목록